# Toharski B (jezik)
Toharski B jezik (ISO 639-3: txb; zapadnotoharski, kučanski), drevni jezik koji se nekada od 7 do 10 stoljeća govorio na području Kineskog Turkistana, sadašnji Xinjiang. Drugi toharski jezik nazivan je istočnotoharski ili toharski A (turfanski), a oba pripadaju toharskoj skupini indoeuropskih jezika.